# Mohamed Ali Diallo
Mohamed Ali Diallo (5 maggio 1978) è un ex calciatore burkinabé, di ruolo difensore.

## Carriera

### Nazionale
Ha debuttato in Nazionale l'8 settembre 2002, in Repubblica del Congo-Burkina Faso (0-0). Ha partecipato, con la Nazionale, alla Coppa d'Africa 2004. Ha collezionato in totale, con la maglia della Nazionale, due presenze.

## Palmarès

### Club

#### Competizioni nazionali
- Campionato burkinabé di calcio: 6

ASFA-Yennenga: 1998-1999, 2002, 2002-2003, 2005-2006, 2008-2009, 2009-2010
- Coppa del Burkina Faso: 1

ASFA-Yennenga: 2008-2009
- Campionato marocchino di calcio: 1

Raja Casablanca: 2003-2004